# Louis Pierre Guillaume Régamey
Pour les articles homonymes, voir Régamey.

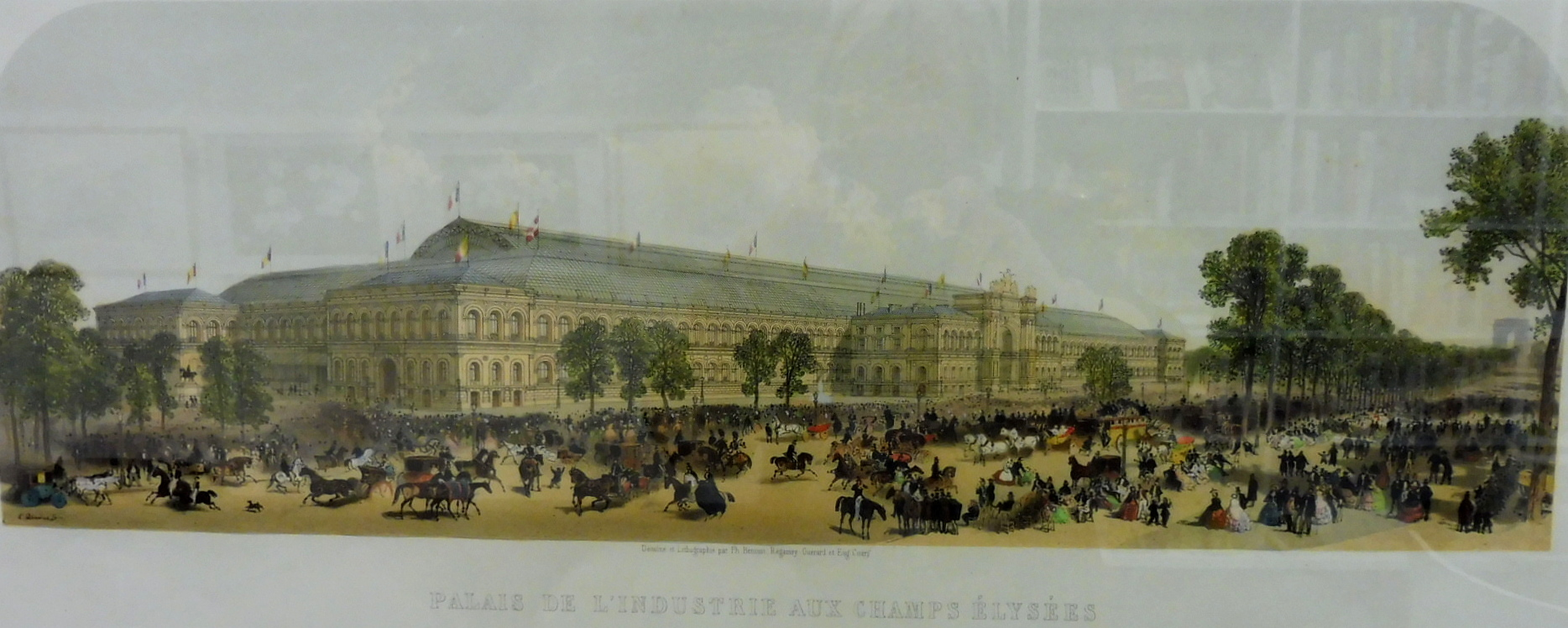
Palais de l'Industrie, 1855

Louis Pierre Guillaume Régamey est un dessinateur et lithographe français né le 6 janvier 1814 à Genève et mort le 1er mai 1878 à Paris (6ème).

## Biographie
Il a trois fils : Guillaume, Félix et Frédéric. En 1832, il travaille dans une imprimerie de Besançon où le philosophe Pierre Joseph Proudhon est correcteur. Il arrive à Paris, en 1834, où il contribue au perfectionnement de la lithographie.

## Œuvre
Il a réalisé des planches pour les "Evangiles", pour l'"Imitation de Jésus-Christ", des reproductions pour "L'Œuvre de Jehan Fouquet" de Curmer.
- Blick of den Atna : huile